# Ивто
Ивто́ (фр. Yvetot) — город на севере Франции, регион Нормандия, департамент Приморская Сена, округ Руан, центр одноименного кантона. Расположен в 37 км к северо-западу от Руана и в 49 км к юго-западу от Дьепа, в 3 км от пересечения автомагистралей А29 и А150. В центре города находится железнодорожная станция Ивто линии Париж-Гавр.
Население (2018) — 11 627 человек.

## История
Происхождение названия Ивто остается неясным, но документально зафиксировано, что в XIV—XVI веке местные сеньоры именовались королями Ивто. Впервые Ивто упоминается в 1021 году среди земель, передаваемых герцогом Ричардом II в дар Аббатству Сен-Вадриль. Ивто упоминается в Завещании философа-утописта Жана Мелье. В нем сказано, что местный король единственный, кто видит с горы все свое королевство.
В XVII веке Ивто стал процветать благодаря торговым привилегиям и открывшимся здесь ткацким фабрикам. В 1940 году был практически полностью разрушен и отстроен заново после Второй мировой войны.

## Достопримечательности
- Современная церковь Святого Петра. Построена в 1949—1956 годах на месте разрушенной в 1940 года старинной церкви. Витраж площадью 1046 м² считается самым большим в Европе.
- Музей изделий из слоновой кости.
- Особняк дю Фе, построенный в 1612 году. В настоящее время — место проведения концертов и театральных фестивалей.

## Экономика
Структура занятости населения:
- сельское хозяйство — 0,6 %
- промышленность — 5,1 %
- строительство — 4,6 %
- торговля, транспорт и сфера услуг — 46,7 %
- государственные и муниципальные службы — 43,1 %

Уровень безработицы (2017) — 13,6 % (Франция в целом —  13,4 %, департамент Приморская Сена — 15,3 %). 

Среднегодовой доход на 1 человека, евро (2018) — 20 130 (Франция в целом — 21 730, департамент Приморская Сена — 21 140).

## Демография
Динамика численности населения, чел.

## Администрация
Пост мэра Ивто с 2008 года занимает социалист Эмиль Каню (Émile Canu). На муниципальных выборах 2020 года возглавляемый им левый список победил в 1-м туре, получив 56,70 % голосов.
| Период | Период | Фамилия         | Партия                                      | Примечания                                            |
| ------ | ------ | --------------- | ------------------------------------------- | ----------------------------------------------------- |
| 1959   | 1995   | Пьер Бобе       | Радикальная партия Радикальная левая партия | врач, член Генерального совета департамента           |
| 1995   | 2008   | Филипп Декюльто | Разные правые                               | врач, член Генерального совета департамента           |
| 2008   |        | Эмиль Каню      | Социалистическая партия                     | директор школы, член Генерального совета департамента |

## Знаменитые уроженцы
- Раймон Деланд (1825—1890) — драматург, режиссёр и директор театра Водевиля в Париже.
- Луи Вьейо (1748—1830) — орнитолог, описавший множество птиц Северной и Южной Америки.